# Ranuccio I Farnese
Ranuccio I Farnese, född 1569, död 1622, var en monark (hertig) av Parma från 1592 till 1622. 
Ranuccio var en blodtörstig tyrann, som 1612 lät avrätta huvudmännen för de förnämsta adliga ätterna i landet och dra in deras gods. Han äktade påven Klemens VIII:s brorsdotter Margareta Aldobrandini. Han lät bränna sin älskarinna Claudia Colla på bål åtalad för häxeri.